# در جستجوی داماد
در جستجوی داماد فیلمی به کارگردانی و نویسندگی آرامائیس آقامالیان محصول سال ۱۳۳۹ است.

## خلاصه داستان
میرزا ماشاءالله، که در بازار حجره دارد، یک تاجر بازاری به نام رجب علی را به عنوان همسر آیندهٔ دخترش گلی برمی‌گزیند؛ اما همسر میرزا، ملقب به مادام قرقی، با این وصلت مخالف است و با دعوی تجددطلبی قصد دارد دخترش را به عقد جلال پاک اندام درآورد که مدعی است پزشک و تحصیل کردهٔ فرنگ است..

## بازیگران
- اصغر تفکری
- علی تابش
- نادره
- تقی ظهوری
- منصور سپهرنیا
- لاله
- سیما
- فریده
- هویک
- رؤیا
- آراکس
- مهری قاجار
- سوریک خاچیکیان